# Den osynlige
Den osynlige är en svensk kriminalfilm från 2002, byggd på Mats Wahls ungdomsroman med samma namn. Filmen är regisserad av Joel Bergvall och Simon Sandquist, med bland andra Gustaf Skarsgård, Tuva Novotny, Li Brådhe, Thomas Hedengran, David Hagman, Jenny Ulving, Joel Kinnaman i huvudrollerna. 
Denna film har även filmatiserats i amerikansk tappning, The Invisible, år 2007 med Justin Chatwin i Skarsgårds roll.

## Handling
Filmen handlar om gymnasieeleven Niklas (Gustaf Skarsgård), en klok pojke med stora drömmar om att bli författare. Hans överbeskyddande mor (Li Brådhe) har redan planerat hela hans karriär, liv och framtid på egen hand. 
En dag hamnar han i bråk med Annelie (Tuva Novotny), skolans småkriminella värsting. Han blir oskyldigt utpekad som tjallare, och det leder till att han blir svårt misshandlad av Annelie och hennes gäng. 
Nästa morgon vaknar han upp och allting verkar vara som vanligt igen. Nästan.

## Rollista (i urval)
- Gustaf Skarsgård - Niklas
- Tuva Novotny - Annelie
- Li Brådhe - Kerstin
- Thomas Hedengran - Thomas Larsson
- David Hagman - Peter
- Pär Luttrop - Marcus
- Francisco Sobrado - Attis
- Joel Kinnaman - Kalle
- Jenny Ulving - Sussie
- Anna Hallström - Marie
- Catherine Hansson - Jeanette Tullgren
- Per Burell - Per Tullgren
- Gabriel Eriksson - Victor Tullgren
- Norman Zulu - Peters pappa
- Eivin Dahlgren - Rektorn
- Sara Lindh - Lärare
- Frederik Nilsson - Läkare
- Pontus Edmar - Polistekniker
- Pontus Hövelman - Jonas
- Robert Lindqvist - Ludwig
- Anders Claesson - Vapenhandlare
- Jonas Beijer - Vapenhandlare